# Jeppe Højbjerg
Jeppe Højbjerg (30 de abril de 1995) é um futebolista profissional dinamarquês que atua como goleiro, atualmente defende o Esbjerg fB.

## Carreira
Jeppe Højbjerg fará parte do elenco da Seleção Dinamarquesa de Futebol nas Olimpíadas de 2016.